# 巴特温普芬
巴特温普芬（德語：Bad Wimpfen，發音：[baːt ˈvimpfn̩] ⓘ）是德国巴登-符腾堡州斯图加特行政区海尔布隆县的城市，面积19.38平方千米，2023年12月31日人口为7,575人。